# Carlos van Regteren Altena
Herman Hendrik (Carlos) van Regteren Altena (Heiloo, 19 september 1927 – Haarlem, 7 april 2014) was gewoon hoogleraar Middeleeuwse archeologie aan het Instituut voor Prae- en Protohistorie van de Universiteit van Amsterdam.

## Biografie
Altena werd geboren als lid van de familie Altena en als zoon van de rechter mr. Abraham Dirk van Regteren Altena (1897-1985) en Gerharda Catharina Evers (1897-1985). In 1954 studeerde hij af in de letteren en wijsbegeerte op Erich Wichmann. Bohemien en fascist aan die universiteit. Na zijn afstuderen was hij werkzaam bij het Instituut voor Prae- en Protohostorie van de Universiteit van Amsterdam. Vanaf 1962 publiceerde hij over verscheidene archeologische opgravingen in Amsterdam, en werd een van de specialisten in wat ging heten 'stadskernonderzoek'. In 1974 werd hij aan zijn alma mater benoemd tot lector Middeleeuwse archeologie om per 1 januari 1980 daar het ambt te aanvaarden van gewoon hoogleraar met die leeropdracht. Op 11 oktober 1988 sprak hij ter gelegenheid van zijn emeritaat de afscheidsrede uit met de titel 'On the growth of young medieval archaeology. A recollection', een rede die gepubliceerd werd in de aan hem door leerlingen en collegae opgedragen bundel over historische archeologie, waarvan de geschiedenis en de ontwikkeling -waaraan hijzelf had bijgedragen- door hem daarin geschetst werd. De publicatie van zijn afscheidsrede bleek meteen zijn laatste. Prof. drs. H.H. van Regteren Altena overleed in 2014 op 86-jarige leeftijd.

### Privé
Altena trouwde in 1952 te Oxford met Marie-José Hengst (1924-1995), lid van de familie Hengst. Hij was een oomzegger van kunsthistoricus prof. dr. Iohan Quirijn van Regteren Altena. Zijn neef, Jean François (Jan) van Regteren Altena (1930), die genoemd werd naar zijn grootvader mr. Jean François van Royen, was eveneens archeoloog, bij de Rijksdienst voor het Oudheidkundig Bodemonderzoek. Hij hertrouwde na het overlijden van zijn eerste vrouw in 2003 met de Nederlandse vertaalster Thérèse Cornips (1926-2016). Uit zijn eerste huwelijk had hij vier kinderen.